# Red Garden
Red Garden (レッド ガーデン, Reddo Gāden, lit. "Jardim Vermelho") é uma série de anime produzida pelo estúdio Gonzo e transmitida no Japão pela TV Asahi desde 3 de outubro de 2006. O enredo gira em torno de quatro meninas que se envolvem em uma série de assassinatos sobrenaturais que acontecem ao longo de uma vizinhança fictícia na cidade de Nova York. O anime combina elementos de produções típicas de filmes americanos como terror, drama, mistério e musicais. Uma sequência intitulada Dead Girls foi lançada no Japão, em formato de OVA, no dia 8 de agosto de 2007.
Uma série de mangás de mesmo nome começou a ser lançado na revista de mangá seinen Comic Birz, no dia 30 de agosto de 2006. O primeiro tankōbon foi lançado em 24 de fevereiro de 2007.
Red Garden emprega uma técnica frequentemente usada em produções animadas fora do Japão, mas raramente utilizadas em animações japonesas. O diálogo dos personagens é animado após o trabalho do elenco de voz, sincronizando a animação com as dublagens dos atores. Tal sincronização é particularmente evidente nas cenas onde os personagens estão cantando (o que ocorre em alguns episódios).
Red Garden foi licenciado para lançamento na língua inglesa pela ADV Films por US$ 660,000 com o primeiro DVD sendo lançado em 18 de setembro de 2007. O canal Anime Network, subsidiário da ADV Films, começou a exibir o anime no dia 13 de setembro de 2007 em sua plataforma de vídeo sob demanda. Em 6 de março de 2008, o anime começou a ser exibido na sua plataforma de exibição gratuita. A Funimation também conseguiu os direitos de licenciamento para Red Garden.

## Enredo
Kate, Rachel, Rose e Claire são estudantes de uma escola privada localizada em Roosevelt Island, Nova York. Após acordarem de manhã, todas se sentem incomodadas e inquietas, pois consideram estranho que nenhuma delas possa se lembrar de absolutamente nada que aconteceu na noite anterior. A ansiedade aumenta mais ainda quando a escola anuncia que Lise, uma colega de classe e amiga de todas as quatro meninas, foi encontrada morta.
Na noite seguinte, as quatro meninas são atraídas por borboletas que, inesperadamente, as levam ao mesmo lugar. Lá, elas são abordadas por uma mulher chamada Lula e seu parceiro JC, que lhes dizem que já estão mortas e que devem trabalhar para eles caso não quisessem desaparecer completamente. Mais tarde, ela explica que as meninas foram reanimadas em novos corpos especiais e que seus corpos verdadeiros estão sob sua custódia. É revelado que elas devem trabalhar para uma organização chamada Animus. Lula também afirma que ela tem os meios para, eventualmente, devolvê-las às suas vidas anteriores quando seu trabalho estivesse completado. Em certas noites, Lula e JC convocam as meninas para lutar contra "monstros" que se parecem com pessoas comuns. Depois de uma briga, as garotas se sentem esgotadas e cansadas. Se elas falharem, vão morrer de verdade.
As quatro meninas ficam envolvidas em uma batalha centenária entre os clãs Animus e Dolore. Há muito tempo, um dos dois chamados "Livro da Maldições" foi roubado pelo Dolore e, por causa disso, eles foram submetidos a uma maldição onde eles se manifestam como feras e morrem. O clã Animus perdeu a liberdade e foi amaldiçoado com a vida eterna. O Animus quer recuperar o livro de Dolore e o mesmo quer o livro realizado pelo Animus.
Enquanto isso, Hervé do clã Dolore está tentando salvar a vida de sua prima e irmã que estão sujeitas à maldição. Para fazer isso, ele planeja recuperar o Livro das Maldições e devolvê-lo para o clã Animus. As quatro garotas descobrem que se não conseguirem recuperar o livro da família Dolore, resultará na perda de suas memórias. Significando que elas viveriam para sempre, mas não se lembrariam de seus amigos ou familiares.
Uma parte considerável do anime é centrada na complexa vida pessoal das quatro meninas. O anime também explora suas lutas individuais ao equilibrar seus papéis como lutadoras do clã Animus e seus relacionamentos com familiares e amigos.

## Temas musicais

#### Abertura
"Jolly Jolly" por JiLL-Decoy

#### Encerramento
- "Rock the LM.C" por LM.C
- "Oh my Juliet" por LM.C